# Xantipa (album)
Xantipa je první studiové album moravské rockové skupiny Synkopy 61. Vydáno bylo v roce 1973 na desetipalcové gramofonové desce ve vydavatelství Panton s katalogovým číslem 22 0414. Kromě původních skladeb napsaných Oldřichem Veselým a Petrem Smějou se na albu nachází i dvě coververze písní od Uriah Heep – „Bílý vrány“ („Easy Livin'“) a „Hrej se mnou fair“ („Look at Yourself“).
Na CD vyšlo album poprvé v roce 2008 na kompilaci Festival-Xantipa-Formule 1.

## Seznam skladeb
Texty napsal(i) Milan Hanák.
| Strana 1 | Strana 1         | Strana 1                                | Strana 1 |
| Pořadí   | Název            | Hudba                                   | Délka    |
| -------- | ---------------- | --------------------------------------- | -------- |
| 1.       | Xantipa          | Směja                                   | 2:40     |
| 2.       | Zelený lučištník | Veselý (na přebalu chybně uveden Směja) | 4:10     |
| 3.       | Brouk            | Směja                                   | 2:57     |
| 4.       | Bílý vrány       | Hensley                                 | 2:27     |

| Strana 2       | Strana 2          | Strana 2       | Strana 2 |
| Pořadí         | Název             | Hudba          | Délka    |
| -------------- | ----------------- | -------------- | -------- |
| 1.             | Balón             | Veselý         | 4:17     |
| 2.             | Ptačí sonáta      | Veselý         | 3:40     |
| 3.             | Hrej se mnou fair | Hensley        | 4:41     |
| Celková délka: | Celková délka:    | Celková délka: | 24:04    |

## Obsazení
- Synkopy 61
  - Petr Směja – elektrická kytara, akustická kytara, vokály
  - Pavel Pokorný – elektronické varhany, klavír, zvony, vokály, zpěv
  - Jan Čarvaš – baskytara, vokály
  - Jiří Rybář – bicí, vokály
  - Michal Polák – akustická kytara, bonga, tamburína, vokály, zpěv (ve skladbě „Brouk“)
- Hosté
  - Rudi Hájek – flétna
  - Jiří Budař, Bohumil Štourač, Jan Slabák – trubka
  - Theodor Zawicki – pozoun
  - Oldřich Veselý – zpěv (ve skladbě „Ptačí sonáta“)